# Sheryf El-Sheryf
Sheryf El-Sheryf (Ucrania, 2 de enero de 1989), también llamado Seref Osmanoglu, es un atleta ucraniano, especialista en la prueba de triple salto en la que llegó a ser subcampeón europeo en 2012.

## Carrera deportiva
En el Campeonato Europeo de Atletismo de 2012 ganó la medalla de plata en el triple salto, llegando hasta los 17.28 metros, tras el italiano Fabrizio Donato (oro con 17.63 metros) y por delante del bielorruso Aliaksei Tsapik (bronce).